# Cornelio Musso

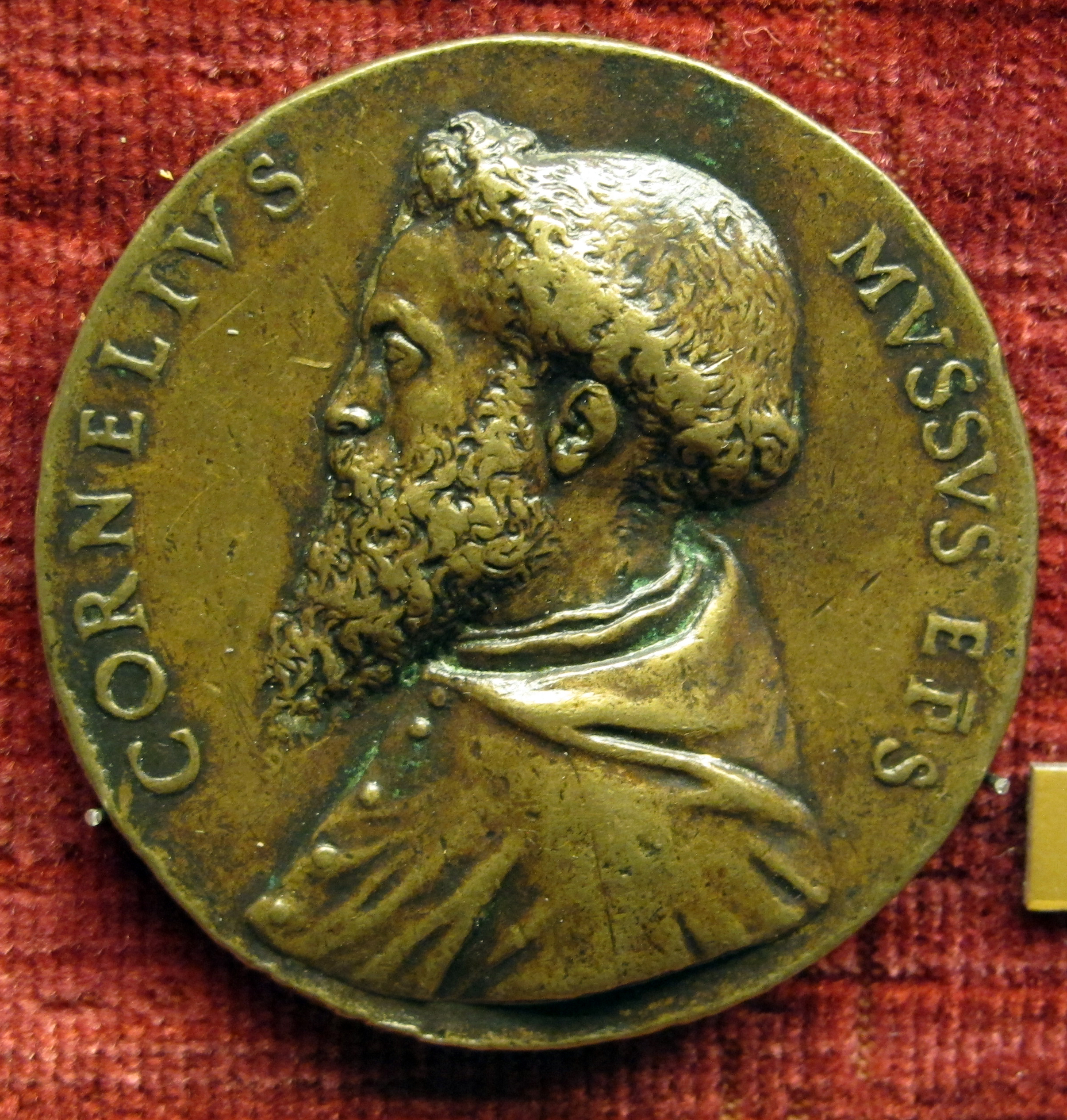
Medaille Mussos von einem unbekannten Künstler

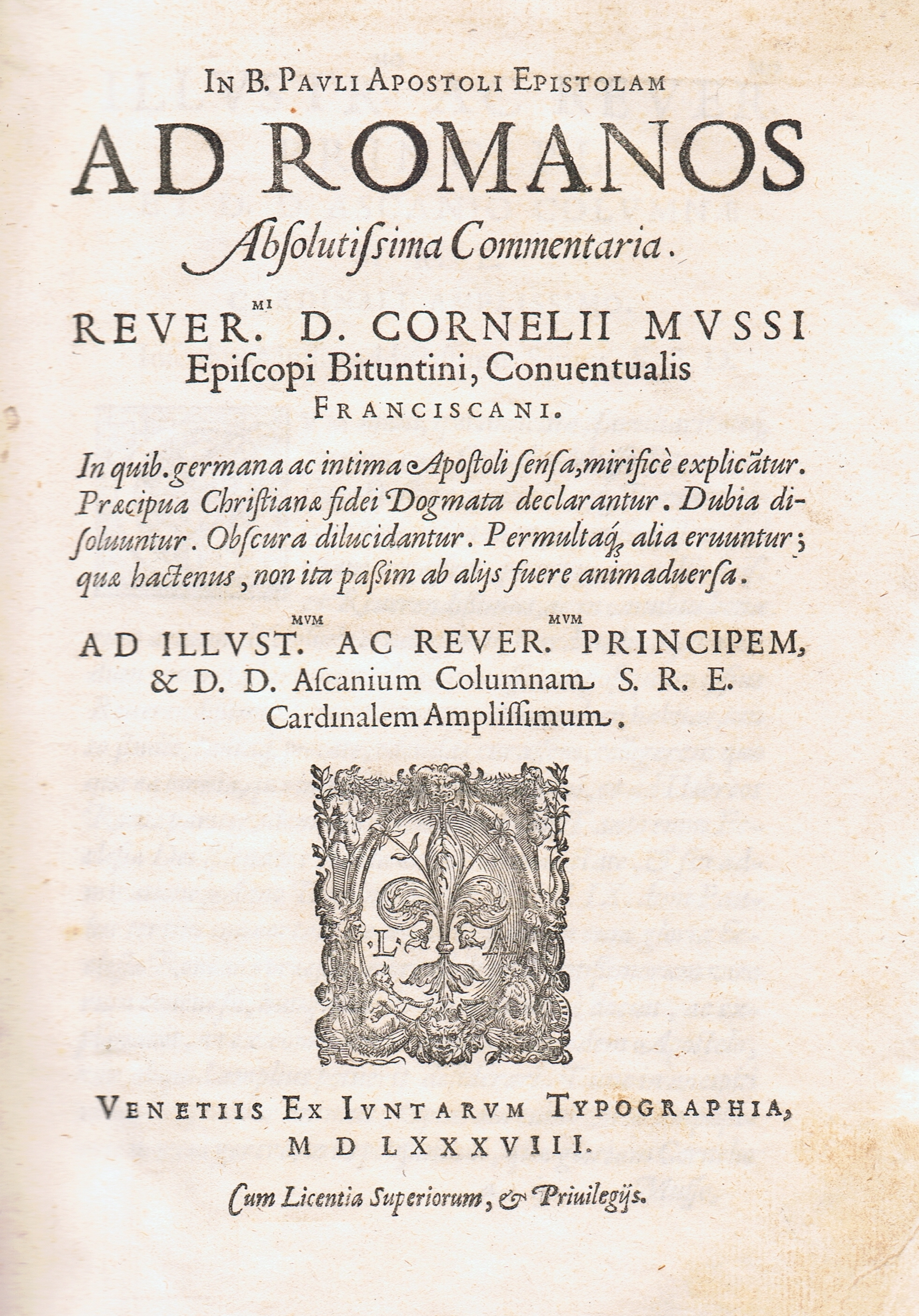
Titelblatt von Mussos Comment. in epist. ad Romanos. Venedig 1588.

Cornelio Musso (* 16. April 1511 in Piacenza; † 9. Januar 1574 in Rom; auch Cornelius Mussus und il Bitonto) war ein Franziskanerkonventuale und berühmter Kanzelredner.  Seit 1541 Bischof von Bertinoro, wo er allerdings nie Residenz nahm, wurde er 1544 von Papst Paul III. zum Bischof von Bitonto ernannt. Dort konnte er allerdings erst im Oktober 1548 Einzug halten, nachdem das Konzil unterbrochen war. Nicht nur durch seine Reden auf dem Tridentinischen Konzil galt er als „Erneuerer der Predigtkunst“.

## Schriften (Auswahl)
- Prediche del reverendiss. monsig. Cornelio Musso da Piacenza, vescovo di Bitonto fatte in diversi tempi, et in diversi luoghi ; Con la tauola delle prediche nel principio e nel fine quella delle cose notabili,  Vinegia (d. h. Venedig) 1560 (Digitalisat)
- Prediche Del Reverendiss. Monsig. Cornelio Musso da Piacenza, Vesc. di Bitonto ; Fatte in Vienna alla Sacra Maesta Cesarea, & al Serenissimo Re, & Reina di Bohemia il Giorno di S. Giacomo Apostolo, & il giorno della Madonna della Neve L’Anno M DCLXXV, Venetia 1575 (Digitalisat)